# Visioni di Palio
Visioni di Palio è un documentario del 2004 diretto da Anton Giulio Onofri.

## Trama
(Andrea Camilleri da Visioni di Palio)
Film documentario sui temi meno conosciuti del Palio di Siena e sulla vita delle 17 contrade della città di Siena durante il corso dell'intero anno contradaiolo raccontati attraverso i contributi di alcuni dei più importanti scrittori italiani contemporanei: Barbara Alberti, Giosuè Calaciura, Andrea Camilleri, Erri De Luca, Marcello Fois, Chiara Gamberale, Enrico Ghezzi, Alessandro Golinelli, Marco Lodoli, Carlo Lucarelli, Predrag Matvejević, Melania Mazzucco, Aurelio Picca, Tiziano Scarpa, Enzo Siciliano, Simona Vinci.

## Distribuzione
Il film documentario, girato dal 2001 al 2003, è stato presentato in anteprima nel novembre del 2004 al Terra di Siena Film Festival, nel gennaio del 2005 al Festival international du court métrage de Clermont-Ferrand, e il 3 aprile 2005 al San Francisco Mini Festival of Contemporary Italian Art and Cinema a Berkeley, organizzato dall'Istituto Italiano di Cultura a San Francisco e l'Università di Berkeley. È andato in onda, a partire dal luglio 2005, su RaiSat Extra.
Il documentario è stato distribuito in DVD allegato al libro omonimo pubblicato nel 2004 con i testi dei diciassette monologhi e le immagini tratte dal documentario.